# L 88-59
L 88-59是一顆位於水蛇座附近的白矮星，距離地球約31.6光年。